# Strahlungsheizfläche
Als Strahlungsheizfläche wird der Teil der Heizflächen eines Dampfkessels bezeichnet, zu dem der Wärmeübergang vorwiegend durch Wärmestrahlung erfolgt.
Ein anderer Teil des Wärmeübergangs erfolgt über Konvektion, siehe Rohrheizfläche.

## Strahlungsheizflächen in Dampflokomotiv-Kesseln

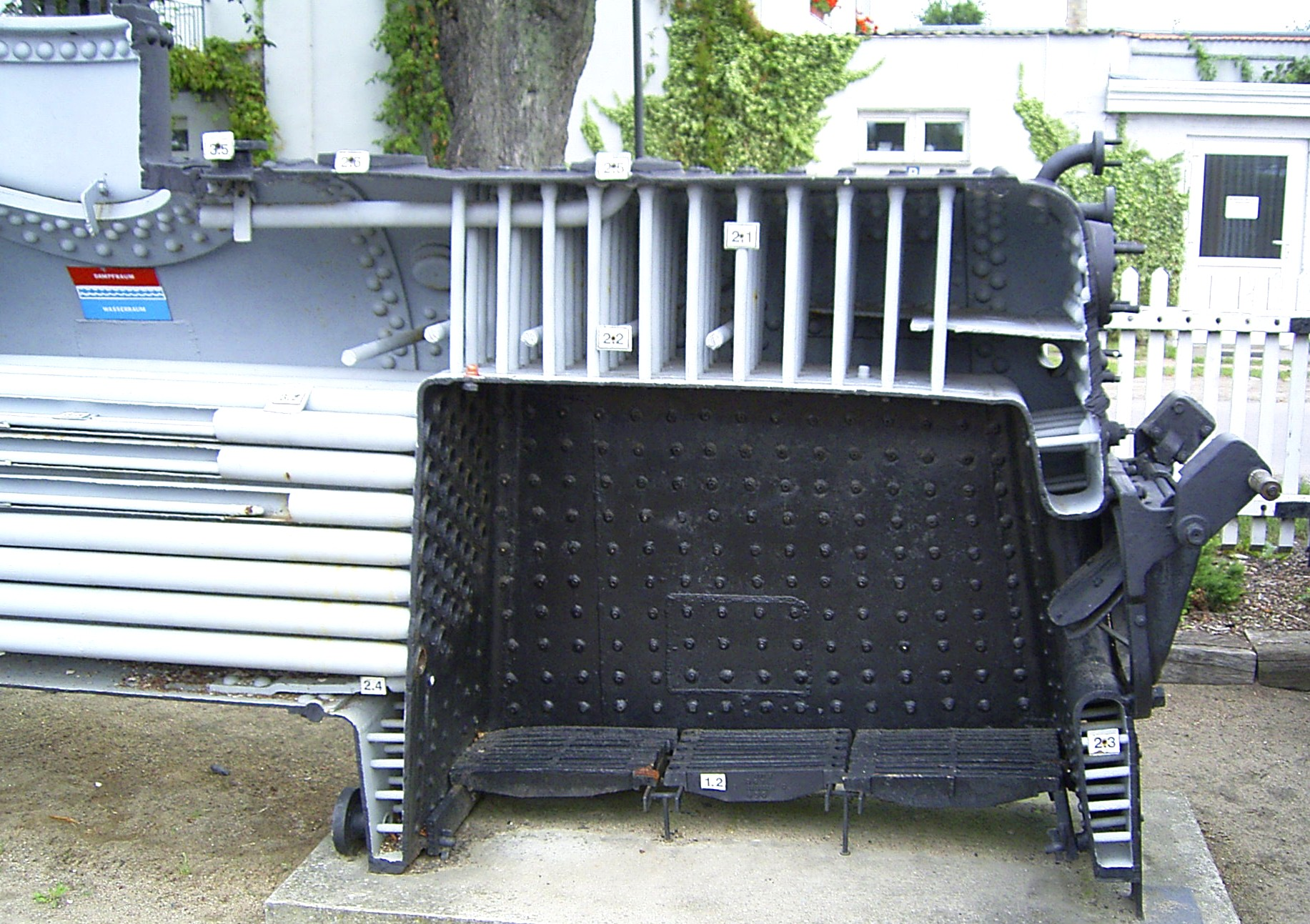
Schnitt durch den Langkessel einer Schmalspurlokomotive mit verringerter Wärmestrahlung ohne Verbrennungskammer

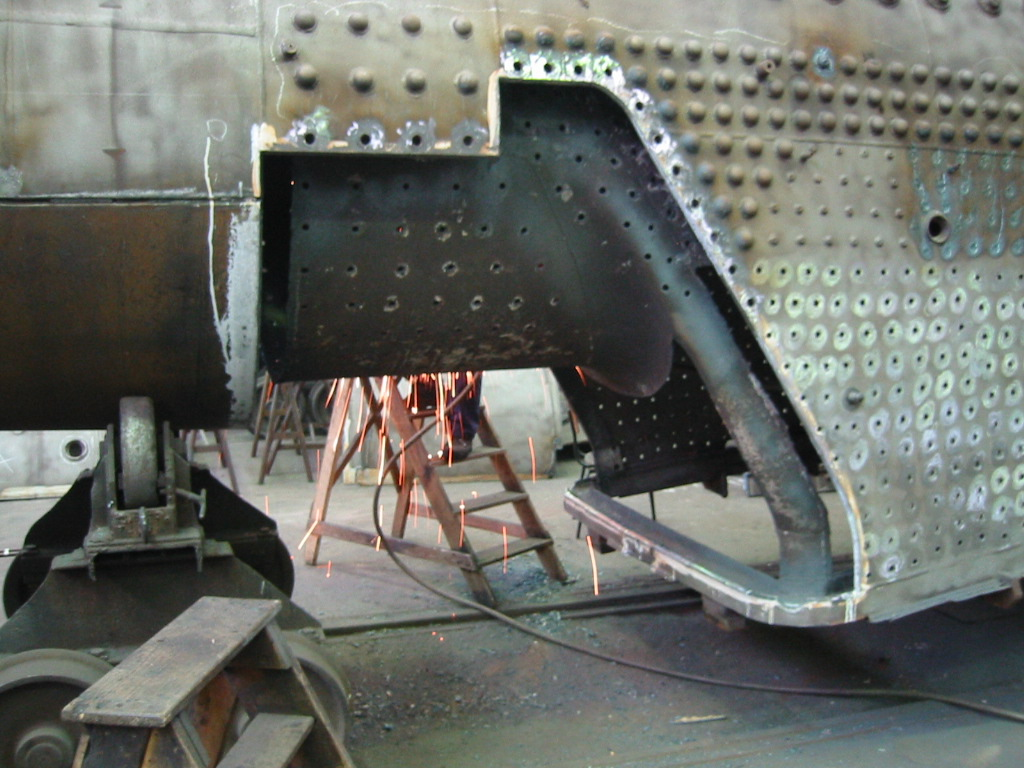
Schnitt durch einen Verbrennungskammerkessel mit einer größten Form der Wärmestrahlung

Praktisch setzt sich die Strahlungsheizfläche aus der von Kesselspeisewasser umgebenen Fläche von Feuerbüchse und Verbrennungskammer zusammen.
Bei Dampflokomotiven bis 1920 (Länderbahnzeit) war eine Strahlungsheizfläche bei Lokomotiven aus Süddeutschland praktisch nicht vorhanden. Da die Rauchgase in den langen Heizrohren einer starken Abkühlung unterzogen sind, wurden besonders bei Lokomotiven der Preußischen Staatseisenbahnen eine wasserumspülte Feuerbüchse eingerichtet, was zu einem bedeutenderen Anteil der Strahlungsheizfläche führte. Vorbild waren Lokomotiven aus den USA, bei denen Verbrennungskammerkessel schon zeitig Standard waren. Bei ortsfesten Dampfmaschinen wurde schnell erkannte, dass die Wärmestrahlung einen bedeutenden Anteil an der Dampferzeugung hat.
Bei den Lokomotiven der Deutschen Reichsbahn (1920–1945) zählte eine wasserumspülte Feuerbüchse zum Stand der Technik. Eine Verbrennungskammer hätte die Länge der Heizrohre vermindert.
Bei den Reko-Lokomotiven und Neubaukesseln der Deutschen Reichsbahn (1945–1993) wurden nur noch Verbrennungskammerkessel mit dem größten Anteil an Strahlungsheizfläche produziert.